# August Eberhard Müller
August Eberhard Müller (Northeim, 13 dicembre 1767 – Weimar, 3 dicembre 1817) è stato un compositore e organista tedesco.

## Biografia
Formatosi sotto la guida del padre organista, fece il suo primo concerto pubblico all'età di otto anni. Studiò sotto Johann Christoph Friedrich Bach a Bückeburg, dove poi servì come organista presso la Ulrichskirche fino al 1788. Dal 1789 lavorò come direttore corale, maestro e organista a Magdeburgo.
Su insegnamento di Johann Friedrich Reichardt, che incontrò a Berlino nel 1792, Müller diventò un organista della chiesa di San Nicola a Lipsia nel 1794. Nel 1800 venne nominato assistente di Johann Adam Hiller, che gli successe come Thomaskantor alla sua morte nel 1804. Nel 1810 divenne maestro di cappella della corte ducale di Weimar.
Müller mantenne le opere di J. S. Bach nel repertorio e contribuì anche alla diffusione del classicismo viennese. Nel 1801 diresse la sua prima performance al di fuori di Vienna con la composizione Le stagioni di Haydn.
Compose anche per il pianoforte, scrivendo due concerti, sonate e quattordici vari capricci e altri pezzi. Inoltre, scrisse anche concerti per flauto e sette altre opere per flauto e orchestra. Suo figlio, era il violinista Theodor Amadeus Müller.

## Opere
- Anleitung zum genauen und richtigen Vortrage der Mozart´schen Clavierconcerte in Absicht richtiger Applicatur. Leipzig 1797
- La Clemenza di Tito / Opera seria composta da W. A. Mozart. Titus / ernsthafte Oper in zwei Akten von W. A. Mozart / aufs neue für das Klavier ausgezogen von A.[ugust] E.[berhard] Müller. Bei Breitkopf & Härtel in Leipzig. Pr. 2 Thlr. [1803; il suo primo adattamento pianoforte dell'opera è apparso nel 1795].